# Рось (електропоїзд)
«Рось» — іменний електропоїзд ЕР9Т-728 моторвагонного депо РПЧ-9 Одеса-Застава I.

## Історія присвоєння назви
Іменна назва присвоєна на честь річки Рось.
Фахівці служби приміських пасажирських перевезень і РПЧ-9 моторвагонного депо Одеса-Застава І обрали для підготовки електропоїзд ЕР9Т № 728, 1994 року випуску.

## Історія електропотяга
Електропотяг був побудований у серпні 1994 року на Ризькому вагонобудівному заводі.. Від побудови був приписаний в ТЧ-9.
На початку 2011 року залишився в депо, але вже було назване РПЧ-9.
Провів капітальний ремонт в лютому 2014 на КЕВРЗ.